# Boeing KC-135 Stratotanker
Boeing KC-135 Stratotanker — американский реактивный четырёхдвигательный специализированный многофункциональный военно-транспортный самолёт/самолёт-заправщик, спроектированный в начале 1950-х.

## Производство и модификации
Самолёт KC-135 разрабатывался прежде всего для увеличения радиуса действия стратегических бомбардировщиков типа B-52, для чего была разработана дистанционно-управляемая телескопическая штанга длиной до 14,3 метра. Первоначально предусматривалась перекачка около половины бортового топлива танкера (43,5 т).
Первый опытный серийный KC-135, созданный на базе Boeing 367-80 взлетел 31 августа 1956 года. Поставки для Стратегического командования ВВС США, на авиабазу Castle в Калифорнии, были начаты в июне 1957 года. В дальнейшем самолёт глубоко модернизировался, с заменой двигателей и бортовых систем, что значительно повысило его характеристики.
На базе KC-135 были созданы разнообразные модификации: разведчики, разведчики радиоэлектронных средств противника, разведчики погоды, самолёты для научных исследований, воздушные командные пункты управления и связи со стратегическими ядерными силами — МБР, подводными лодками с БРПЛ, бомбардировщиками, на случай уничтожения наземных командных пунктов в ядерной войне, перевозки командования вооружённых сил США. В настоящее время KC-135 и его различные военные и научно-исследовательские модификации продолжают летать. Предполагается их эксплуатация до 2040 года.

## Конструкция
Аэродинамическая схема: четырёхмоторный турбовентиляторный (первые модификации были с ТРД) низкоплан со стреловидным крылом и однокилевым оперением.

## Отличительные особенности самолёта
- Первый в мире крупносерийный реактивный специализированный самолёт-заправщик.
- Военный реактивный самолёт-заправщик — самолёт-долгожитель (возможна служба до 80—85 лет).

## Модификации
KC-135 Stratotanker — заправщик:
- KC-135A — базовая модель, с турбореактивными двигателями Pratt & Whitney J-57-P-59W. Всего выпущено 732.
- KC-135E — первая модификация KC-135A, с двигателями Pratt & Whitney TF-33-PW-102 (на 14 % более экономичными). Всего переоборудовано 167 машин. Снят с вооружения в 2009 году.
- KC-135Q — вторая модификация KC-135A. Всего переоборудовано 56 машин. 30 из них были предназначены, из-за специфичности топлива JP-7, для дозаправки одной-единственной модели самолёта — самолёта-разведчика Lockheed SR-71 («Чёрный дрозд»)[1].
- KC-135R — третья модификация. Установлены четыре турбовентиляторных двигателя CFM International CFM-56-2B-1, проведена замена части обшивки нижней поверхности крыла, установлено более совершенное пилотажно-навигационное оборудование, электрическая и гидравлическая системы, запас топлива увеличен с 86 до 92 тонн. В результате этого масса самолёта возросла со 137 до 146 тонн. Стоимость модернизации одного самолёта из KC-135 в KC-135R составляла 16 млн долларов США[2]. Всего переоборудовано не менее 361 машины.
- KC-135T — модернизация KC-135Q до уровня KC-135R. Всего переоборудовано 54 машины.
- KC-135F —
- KC-135FR — модификация для ВВС Франции.

C-135 Stratolifter — транспортировщик:
Самолёты для перевозки командования вооружённых сил США:
- VC-135 (VTP) — военный пассажирский вариант.

Военные модификации KC-135:
- EC-135 Looking Glass (зеркало) — воздушная система, отражающая/повторяющая наземные системы, для управления пусками МБР c использованием системы ALCS.
- RC-135 — серия самолётов (A, B, C, D, E, M, R, U, V, W) для радиоэлектронной разведки и аэрофотосъёмки, не имеющих вооружения. В составе ВВС США. Помимо лётного экипажа, на борту работают 25-30 операторов.
- WC-135B Constant Phoenix — самолёт-разведчик погоды, принадлежит Воздушным силам США.
- OC-135B Open Skies — самолёт на базе разведчика RC-135B для контроля за военной деятельностью государств в рамках международной программы «Открытое небо».

Научно-исследовательские модификации KC-135:
- NKC-135A — исследовательский самолёт, в составе Воздушных сил США.
- EC-135N ARIA — самолёт связи и слежения за космическими объектами.
- EC-135E ARIA —

Другие военные и исследовательские самолёты, похожие на KC-135 создавались на базе планера Boeing 707.

## История службы
После нападения России на Украину ведет постоянное дежурство над территорией Румынии и Польши.
На 2024 год KC-135 составляли половину всех самолётов-заправщиков в мире.

## Эксплуатанты
- Великобритания — 3 RC-135W на вооружении, по состоянию на 2024 год[4]
- США — 318 KC-135R, 52 KC-135T, 2 WC-135, 8 RC-135V, 9 RC-135W, 3 RC-135S и 2 RC-135U на вооружении, по состоянию на 2024 год[5]
- Турция — 7 KC-135R на вооружении, по состоянию на 2024 год[6]
- Франция — 3 KC-135 и 3 C-135FR на вооружении, 7 С-135FR на хранении, по состоянию на 2024 год[7]
- Чили — 3 KC-135 на вооружении, по состоянию на 2024 год[8]

## Лётно-технические характеристики
- Экипаж = 3 человека: командир, второй пилот, оператор дозаправки
- Длина = 41,53 м
- Размах крыла = 39,88 м
- Высота = 12,70 м
- Площадь крыла = 226 м²
- Вес пустого = 44 663 кг
- Максимальный взлётный вес = 146 000 кг
- Двигатели = 4 турбовентиляторных CFM International CFM-56 (тяга каждого — 96 кН) или Pratt & Whitney TF-33-PW-102 (тяга каждого — 80 кН)
- Максимальная скорость = 933 км/ч
- Дальность полёта = 5550 км
- Потолок = 15 200 м
- Скороподъёмность = 1490 м/мин.